# 安塞爾鎮區 (明尼蘇達州卡斯縣)
安塞爾鎮區（英語：Ansel Township）是一個位於美國明尼蘇達州卡斯縣的行政鎮區。

## 人口
根據2020年美國人口普查的數據，安塞爾鎮區的面積為92.60平方千米，當中陸地面積為91.50平方千米，而水域面積為1.10平方千米。當地共有人口76人，而人口密度為每平方千米1人。